# کارولینا هررا
کارولینا هررا (انگلیسی: Carolina Herrera؛ زادهٔ ۸ ژانویهٔ ۱۹۳۹) طراح مد اهل ونزوئلا است که به خاطر سبک شخصی منحصربه‌فردش شهرت دارد. او برای بانوهای اول ایالات متحده همچون ژاکلین کندی اوناسیس، لورا بوش، میشل اوباما و ملانیا ترامپ لباس طراحی کرده‌است.